# 에이니온
에이니온(독일어: AENEON)은 2005년에 설립되었다. 에이니온은 키몬다의 디램 메모리군을 범용 개인용 컴퓨터와 노트북 컴퓨터에 적용하여 판매하는 기업이다.
에이니온의 주요 거래처는 유럽 소매상과 (웹쇼핑) 구매자같은 세계각지의 (브랜드가 없는) 화이트박스 개인용 컴퓨터와 노트북 컴퓨터 제조사이다. 에이니온 디램 메모리는 "가격대 성능비"에 집중하고 있다. 가격 경쟁력은 제한된 제품의 포토폴리오 (오직 “언버퍼”와 “SO-DIMM”소켓형)와 모듈조립을 아웃소싱하여 달성하고 있다. 그러나, 디램 부품은 "키몬다의 제품"을 사용한다.